# 東山区 (広州市)
東山区（とうざんく）は、中国広東省広州市にかつて存在した市轄区。

## 歴史
- 1931年 - 東山区公所が設立された。
- 1950年 - 東山区、大東区、前鑑区が大東区に合併された。
- 1952年 - 大東区から東区に改称された。
- 1960年 - 東区から東山区に改称された。
- 2005年 - 越秀区に編入、東山区は廃止された。

## 行政区画
合併時には10街道を管轄していた：
- 東湖街道、農林街道、黄花崗街道、大東街道、大塘街道、珠光街道、白雲街道、梅花村街道、建設街道、華楽街道